# Чернягово
Чернягово или Чернак (на гръцки: Στροφές, Строфес, до 1927 година Τσερνάκι, Цернаки) е обезлюдено село в Република Гърция, разположено на територията на дем Бук (Паранести) в област Източна Македония и Тракия.

## География
Чернягово се намира на югозападните склонове на планината Родопи и попада в историко-географската област Чеч.

## История

### В Османската империя
В подробен регистър на санджака Паша от 1569-70 година е отразено данъкоплатното население на Чернягово (Чернак) както следва: мюсюлмани – 10 семейства и 7 неженени.
Съгласно статистиката на Васил Кънчов („Македония. Етнография и статистика“) към 1900 година Чернягово (Чернягово) е българо-мохамеданско селище. В него живеят 140 българи-мохамедани Пак според Кънчов, селото попада в Драмския Чеч и към края на XIX век в селото има 60 къщи.

### В Гърция
По Лозанския договор в 1923 година населението на Чернягово е изселено в Турция, а в селото са настанени 20 семейства гърци бежанци. През 1927 година името на селото е сменено от Чернаки (Τσερνάκι) на Строфес (Στροφές). До 1928 година броят на заселените бежанци в селото е 67, като те съставят 20 домакинства. Непосредствено преди Втората световна война селото е изоставено.
| Година    | 1913 | 1920 | 1928 | 1940 | 1951 | 1961 | 1971 | 1981 | 1991 | 2001 | 2011 | 2021 |
| --------- | ---- | ---- | ---- | ---- | ---- | ---- | ---- | ---- | ---- | ---- | ---- | ---- |
| Население |      | 215  | 54   |      |      |      |      |      |      |      |      |      |